# La Gloria kommun
La Gloria är en kommun i Colombia.   Den ligger i departementet Cesar, i den norra delen av landet, 400 km norr om huvudstaden Bogotá. Antalet invånare är 14 586. Arean är 1 665 kvadratkilometer.
Terrängen i La Gloria är bergig österut, men västerut är den platt.